# Lintonia
Lintonia là một chi thực vật có hoa trong họ Hòa thảo (Poaceae).

## Loài
Chi Lintonia gồm các loài: